# 費耶特縣 (印第安納州)
費耶特縣（英語：Fayette County）是美國印第安納州東部的一個縣。面積557平方公里。根據美國人口調查局2000年統計，共有人口25,588人。縣治康納斯維爾（Connersville）。
成立於1819年，縣名是紀念美國獨立戰爭英雄、法國大革命領導者，拉法葉侯爵。
Template:費耶特縣 (印第安納州)